# Висока (Шабалінський район)
Висо́ка (рос. Высокая) — присілок у складі Шабалінського району Кіровської області, Росія. Входить до складу Високораменського сільського поселення.
Населення становить 19 осіб (2010, 28 у 2002).
Національний склад станом на 2002 рік — росіяни 100 %.